# Execuções de prisioneiros políticos iranianos em 1988

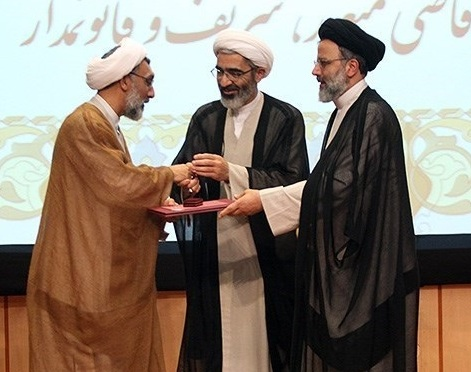
Ebrahim Raisi (à direita) e Mostafa Pourmohammadi (à esquerda), dois membros do comitê "Juízes da Morte", em 2013

As execuções de prisioneiros políticos iranianos em 1988 (em persa: ۱۳۶۷ اعدام زندانیان سیاسی در تابستان‎) referem-se à execução sistemática de milhares de prisioneiros políticos em todo o Irã pelo governo, começando em 19 de julho de 1988 e durando cerca de cinco meses. A maioria dos prisioneiros executados eram membros da Organização dos Mujahidin do Povo Iraniano (MeK), embora milhares de apoiadores de outros grupos de esquerda, incluindo os Fedayeen e o partido comunista Tudeh, também tenham sido executados.
Os massacres foram descritos como "um ato de violência sem precedentes na história iraniana: sem precedentes em forma, conteúdo e intensidade". O número exato de prisioneiros executados permanece desconhecido. A Anistia Internacional registou os nomes de mais de 4.482 prisioneiros políticos alegadamente executados durante este período; no entanto, grupos de oposição iranianos sugerem que o número de prisioneiros executados foi muito maior, chegando a 30.000.
O governo iraniano teve o cuidado de manter o massacre em segredo e nega oficialmente que ele tenha ocorrido, embora, devido à grande escala da operação, alguns detalhes tenham sido revelados pelos sobreviventes. As explicações oferecidas sobre o motivo da execução dos prisioneiros variam. Talvez o mais comum seja que tenha sido em retaliação à Operação Mersad, um ataque às fronteiras ocidentais do Irã realizado pela MeK, embora isso tenha ocorrido meses depois do início das execuções e não explique as execuções de membros de outros grupos de esquerda que se opuseram à invasão dos mujahidin.

## As execuções

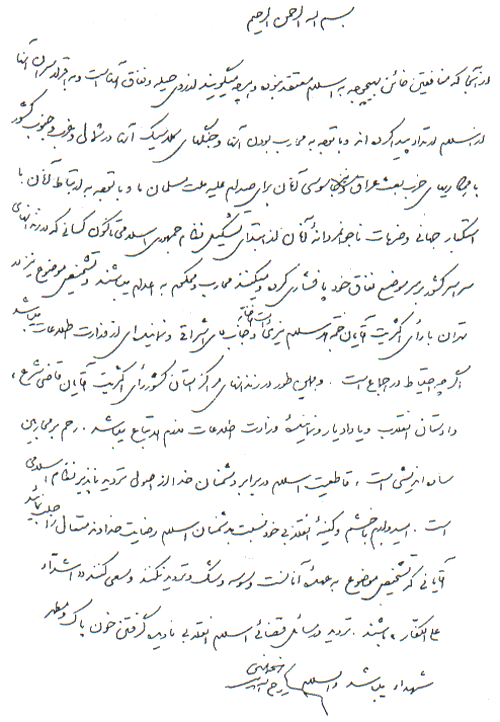
Carta onde Khomeini ordena que as execuções fossem realizadas

### Ordem de Khomeini
Pouco depois do início das execuções, o líder iraniano Ruhollah Khomeini emitiu "uma ordem secreta, mas extraordinária; alguns suspeitam de uma fatwa formal. Esta ordem estabeleceu "Comissões Especiais com instruções para executar membros da Organização dos Mujahidin do Povo Iraniano como moharebs (aqueles que estão em guerra contra Deus) e esquerdistas como mortads (apóstatas do islamismo)".
A carta dizia em parte:
«از آنجا که منافقین خائن به هیچ وجه به اسلام معتقد نبوده و هر چه میگویند از روی حیله و نفاق آنهاست و به اقرار سران آنها از اسلام ارتداد پیدا کردهاند، با توجه به محارب بودن آنها و جنگ کلاسیک آنها در شمال و غرب و جنوب کشور با همکاریهای حزب بعث عراق و نیز جاسوسی آنها برای صدام علیه ملت مسلمان ما و با توجه به ارتباط آنان با استکبار جهانی و ضربات ناجوانمردانهٔ آنان از ابتدای تشکیل نظام جمهوری اسلامی تا کنون، کسانی که در زندانهای سراسر کشور بر سر موضع نفاق خود پافشاری کرده و میکنند، محارب و محکوم به اعدام میباشند.» (رضایی و سلیمی نمین، پاسداشت حقیقت:147)
Tradução:
"Dado que:

1. Os membros do MeK não acreditam no islamismo, embora finjam o contrário.
2. Devido à sua guerra militar sistemática nas fronteiras norte, oeste e sul do Irã...
3. Por causa de sua cooperação com Saddam Hussein na 
guerra contra o Irã...
4. Porque eles espionam o Irã...
5. Por causa de suas conexões com potências ocidentais [para agir contra a independência do Irã]...

todos os membros presos do MeK que continuam a apoiar o MeK e suas posições são considerados inimigos militares e devem ser executados."

### Administração das execuções
Em Teerã, a comissão especial para execuções tinha 16 membros representando as diversas autoridades do governo islâmico: o próprio Imam Khomeini, o Presidente, o Procurador-Geral, os Tribunais Revolucionários, os Ministérios da Justiça e Inteligência e a administração de Evin e Gohar Dasht, as duas prisões na área de Teerã das quais os prisioneiros foram eliminados. O presidente da comissão era o aiatolá Morteza Eshraqui. Seus dois assistentes especiais foram Hojatt al-Islam Nayeri e Hojjat al-Islam Mobasheri. A comissão viajou de helicóptero entre as duas prisões. Nas províncias, foram criadas comissões semelhantes, mas sabe-se menos sobre elas.
Outra descrição da administração de execuções foi implementada por uma comissão de quatro homens, mais tarde conhecida como "comitê da morte". Os membros eram Hossein-Ali Nayyeri (então juiz), Morteza Eshraqui (então promotor de Teerã), Ebrahim Raisi (então procurador-geral adjunto) e Mostafa Pourmohammaddi (então representante do Ministério da Inteligência na prisão de Evin).
Os prisioneiros não foram executados sem julgamento, mas foram julgados por acusações totalmente diferentes daquelas que os levaram à prisão. Eles foram entrevistados pelas comissões, com uma lista pré-determinada de perguntas para ver se eles se qualificavam como moharebs ou mortads.

### Isolamento de prisioneiros
De acordo com algumas análises do massacre, as etapas de planejamento do massacre começaram meses antes das execuções propriamente ditas. De acordo com um relatório, "os funcionários da prisão tomaram medidas incomuns no final de 1987 e no início de 1988 para interrogar novamente e separar todos os presos políticos de acordo com sua filiação partidária e duração da sentença". O processo de execução em si começou nas primeiras horas de 19 de julho de 1988, com os presos políticos sendo isolados do mundo exterior. As portas dos prisioneiros estavam fechadas; visitas e telefonemas foram cancelados; Cartas, encomendas e até medicamentos vitais do exterior foram devolvidos; Os principais tribunais entraram em férias não programadas. Até mesmo as famílias dos prisioneiros foram proibidas de se reunir fora das prisões.
Dentro das prisões, os blocos de celas foram isolados uns dos outros e rádios e televisões foram removidos. Locais onde os prisioneiros se reuniam, como salas de leitura, oficinas e enfermarias, foram fechados e os prisioneiros foram confinados em suas celas. Os guardas e funcionários da prisão receberam ordens de não falar com os prisioneiros. Um prisioneiro construiu um rádio caseiro para ouvir notícias de fora, mas descobriu que as estações não informavam nada sobre seu confinamento.

### Estimativas de fatalidades
Um ex-prisioneiro anônimo estima a taxa de execução em "milhares". Outra testemunha coloca o número entre 5.000 e 6.000: 1.000 da esquerda e o resto dos mujahidin. Outros estimam o número de executados na casa dos "milhares", com cerca de 1.500 somente na prisão de Gohar Dasht. Um estudo recente que utilizou informações recolhidas nas províncias estima o número de executados em 12.000. A Anistia Internacional estima que o total nacional seja superior a 2500 e descreve a grande maioria das vítimas como tendo sido executadas como "prisioneiros de consciência", uma vez que não tinham sido acusados de atos ou de atos planeados contra o Estado.
Estima-se que a maioria dos executados eram estudantes do ensino médio, da faculdade ou recém-formados, e mais de 10% eram mulheres.

## Respostas

### Montazeri

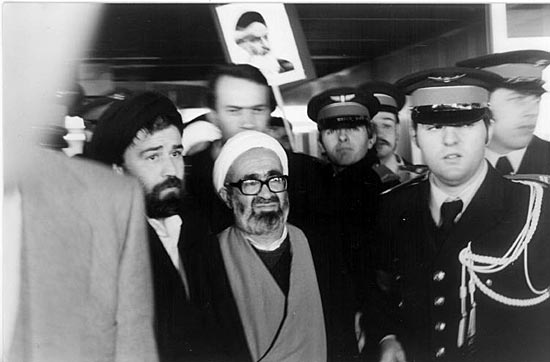
O vice-líder supremo Hussein Ali-Montazeri condenou as execuções. Ele foi demitido por Khomeini e mais tarde colocado em prisão domiciliar.

Uma das consequências dos massacres foi a renúncia do Aiatolá Hussein Ali Montazeri como herdeiro designado pelo Aiatolá Khomeini para o cargo de Líder Supremo do Irã. Antes das execuções, Montazeri "levantou a questão com o clérigo em vários casos, como o julgamento de Mehdi Hashemi". Ao saber do massacre, Montazeri apressou-se a escrever três cartas públicas: duas a Khomeini e uma à Comissão Especial; Nelas, ele denunciou as execuções. Ele também acusou a Comissão Especial de “violar o Islão ao executar arrependidos e menores que num tribunal regular teriam recebido uma simples repreensão”.
Montazeri foi convidado a renunciar, enquanto Khomeini sustentou que sempre teve dúvidas sobre a competência de Montazeri e que "eu tinha reservas quando a Assembleia dos Peritos o nomeou", mas a Assembleia dos Peritos insistiu em nomear Montazeri como o futuro Líder Supremo.
O regime publicou cartas entre os dois aiatolás, mas "o trecho [publicado] tratava apenas do caso Hashemi e evitou escrupulosamente execuções em massa; portanto, ele manteve a linha oficial de que essas execuções nunca ocorreram".

### Outras críticas
Uma crítica aos assassinatos em massa foi que quase todos os prisioneiros executados foram presos por delitos relativamente menores, já que aqueles acusados de crimes mais sérios já haviam sido executados. As execuções de 1988 assemelharam-se aos desaparecimentos de prisioneiros das ditaduras da América Latina na segunda metade do século XX.
Segundo Kaveh Shahrooz, num artigo publicado na Gozaar (uma revista patrocinada pela Freedom House), “é incompreensível que duas das mais poderosas organizações de direitos humanos do mundo, a Anistia Internacional e a Human Rights Watch, simplesmente nunca tenham escrito relatórios completos sobre um crime tão generalizado como o massacre de 1988”.
Embora o relatório de 1990 da Anistia Internacional Iran: Violations of Human Rights, 1987-1990 dedique algumas páginas ao massacre, a organização de direitos humanos nunca escreveu um relato completo dos assassinatos. O relatório da AI observa:
Execuções políticas ocorreram em muitas prisões em todas as regiões do Irã, muitas vezes longe de onde as incursões armadas ocorreram. A maioria das execuções foi de prisioneiros políticos, incluindo um número desconhecido de prisioneiros de consciência que já haviam cumprido vários anos de prisão. Eles podem não ter desempenhado qualquer papel nas incursões armadas e não estavam em posição de se envolver em espionagem ou atividades terroristas. Muitos dos mortos foram julgados e condenados a penas de prisão no início da década de 1980; Muitos por crimes não violentos, como distribuição de jornais e folhetos, participação em manifestações ou arrecadação de fundos para as famílias dos prisioneiros. Muitos dos mortos eram estudantes menores de idade ou tinham cerca de vinte anos na época da prisão. A maioria dos mortos eram apoiadores do MeK, mas centenas de membros e apoiadores de outros grupos políticos, incluindo várias facções do MeK, o Partido Tudeh, o KDPI, Rah-e Kargar e outros, também estavam entre as vítimas das execuções.
Da mesma forma, a Human Rights Watch dedicou apenas algumas páginas ao massacre num relatório de fundo sobre os membros do gabinete do presidente Ahmadinejad. A Human Rights Watch (HRW) descreveu as execuções como "execuções extrajudiciais deliberadas e sistemáticas" e as condenou como crimes contra a humanidade. A HRW também acusou Mostafa Purmohammadi, vice-ministro da inteligência em 1988, de responsabilidade directa pelos massacres.
O juiz da ONU e renomado advogado de direitos humanos Geoffrey Robertson pediu ao Conselho de Segurança da ONU que estabelecesse um tribunal especial, semelhante aos Tribunais Internacionais para a Iugoslávia e Ruanda, para julgar os envolvidos em "uma das piores atrocidades contra os direitos humanos desde a Segunda Guerra Mundial".

## Motivação

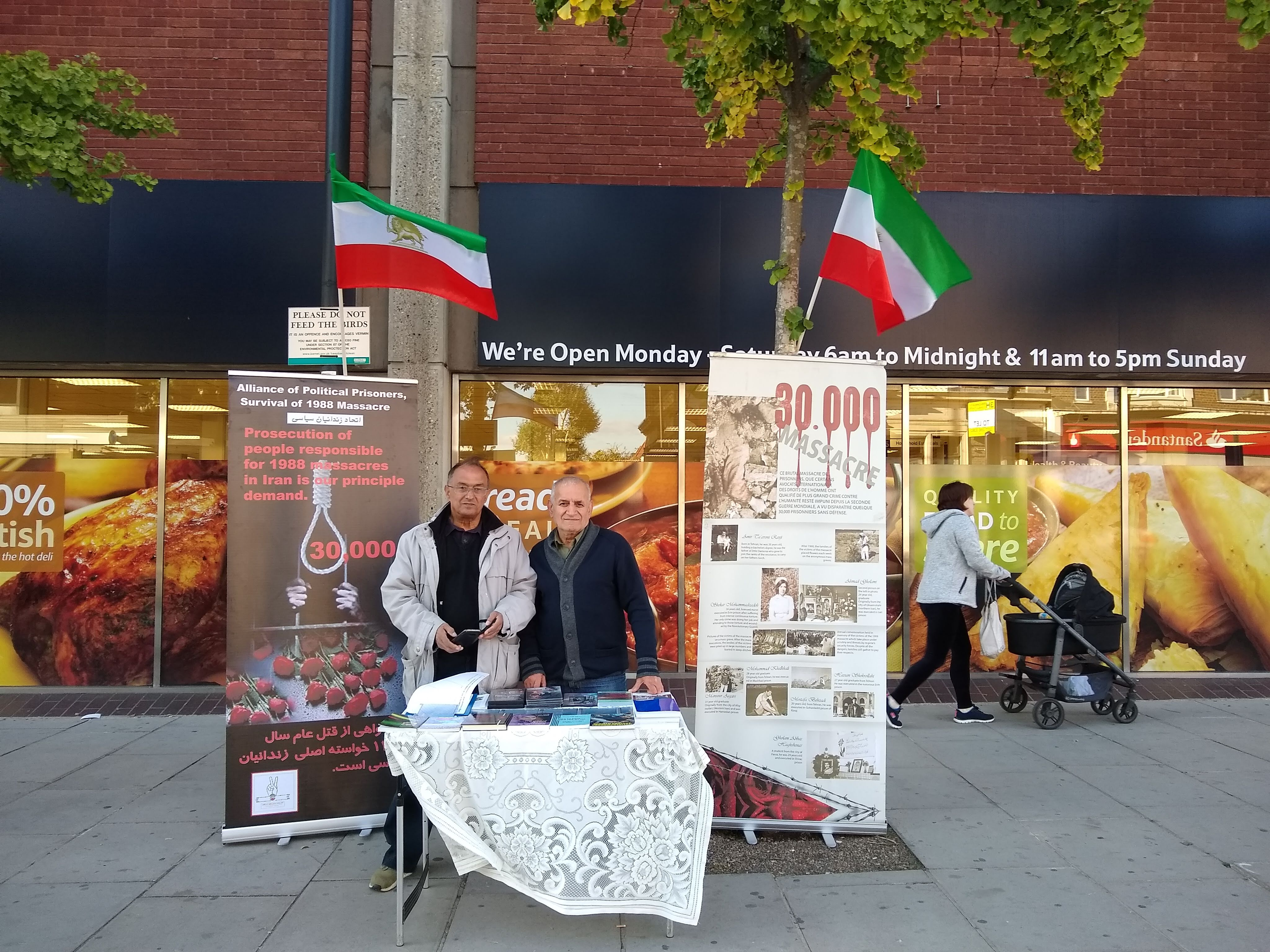
Ativistas pela justiça para os executados, Londres, 2018

Não há consenso sobre o motivo da execução dos prisioneiros. Ali Akbar Mahdi acredita que a intensa superlotação das prisões iranianas e a ofensiva dos Mujahideen na Operação Mersad em julho de 1988 "teve muito a ver" com o massacre.
 

Por sua vez, Ervand Abrahamian acredita que a "dinâmica interna do regime" foi responsável: a necessidade de "cola" para manter "seus seguidores díspares unidos" e um "banho de sangue" para "purgar" moderados como Montazeri e impedir qualquer futura "aliança com o Ocidente" destruindo seu legado. Em particular, os assassinatos destruíram os laços, ou a possibilidade de laços, entre os populistas do movimento de Khomeini, por um lado, e os esquerdistas, islâmicos e secularistas não-khomeinistas, por outro. Anteriormente, Khomeini estava preocupado que "alguns de seus seguidores tivessem brincado com a perigosa ideia de trabalhar com o Partido Tudeh para incorporar cláusulas mais radicais na lei trabalhista, bem como na lei de reforma agrária".